# 北海道専修学校一覧
北海道専修学校一覧（ほっかいどうせんしゅうがっこういちらん）は、北海道の専修学校一覧。

## 国立専修学校

### 渡島総合振興局

#### 函館市
- 国立障害者リハビリテーションセンター自立支援局函館視力障害センター[1]

## 公立専修学校
公立専修学校一覧（令和6年5月1日時点）文部科学省より

### 渡島総合振興局

#### 函館市
- 市立函館病院高等看護学院

### 檜山振興局

#### 檜山郡
- 北海道立江差高等看護学院

### 後志総合振興局

#### 小樽市
- 小樽市立高等看護学院

### 空知総合振興局

#### 岩見沢市
- 岩見沢市立高等看護学院

#### 滝川市
- 滝川市立高等看護学院

#### 砂川市
- 砂川市立病院附属看護専門学校

#### 深川市
- 深川市立高等看護学院

### 上川総合振興局

#### 旭川市
- 北海道介護福祉学校
- 北海道立旭川高等看護学院
- 北海道立北の森づくり専門学院

#### 富良野市
- 富良野看護専門学校

#### 中川郡
- 北海道立農業大学校

### オホーツク総合振興局

#### 紋別市
- 北海道立紋別高等看護学院

### 胆振総合振興局

#### 室蘭市
- 市立室蘭看護専門学院

### 十勝総合振興局

#### 帯広市
- 帯広高等看護学院

### 釧路総合振興局

#### 釧路市
- 釧路市立高等看護学院

## 私立専修学校
北海道庁学事課「令和6年 私立学校名簿」（令和6年4月1日現在）より

### 石狩振興局

#### 札幌市中央区
- 札幌情報未来専門学校
- 光塩学園調理製菓専門学校
- せいとく介護こども福祉専門学校
- 札幌どうぶつ専門学校
- 札幌医学技術福祉歯科専門学校
- 札幌心療福祉専門学校
- 札幌リハビリテーション専門学校
- 修学院札幌調理師専門学校
- 札幌ファッションデザイン専門学校DOREME
- 北海道理容美容専門学校
- 専門学校北海道福祉・保育大学校
- 専門学校北海道リハビリテーション大学校
- 吉田学園医療歯科専門学校
- 吉田学園公務員法科専門学校
- 札幌ベルエポック製菓調理専門学校
- 札幌ベルエポック美容専門学校
- 札幌医療秘書福祉専門学校
- 札幌ビューティーアート専門学校
- 札幌スポーツ&メディカル専門学校
- 札幌こども専門学校
- 札幌ブライダル&ホテル観光専門学校
- 札幌スイーツ&カフェ専門学校
- 札幌サウンドアート専門学校（休校中）
- 札幌お茶の水医療秘書歯科助手専門学校（休校中）
- 札幌お茶の水アーバンビジネス専門学校（休校中）
- 札幌科学技術専門学校
- 青山建築デザイン・医療事務専門学校
- 専門学校札幌デザイナー学院
- 北海道どうぶつ・医療専門学校
- 専門学校札幌ビジュアルアーツ
- 札幌マンガ・アニメ&声優専門学校
- 札幌観光ブライダル・製菓専門学校
- 北海道美容専門学校
- 札幌青葉鍼灸柔整専門学校
- 北海道歯科衛生士専門学校
- 北海道看護専門学校
- 愛犬美容看護専門学校
- 札幌ミュージック&ダンス・放送専門学校
- 札幌デザイン&テクノロジー専門学校
- 専修学校クラーク高等学院札幌大通校
- 札幌歯科学院専門学校
- 札幌YMCA英語・コミュニケーション専門学校
- 公益社団法人北海道柔道整復師会附属北海道柔道整復専門学校

#### 札幌市北区
- 宮島学園北海道ファッション専門学校
- 宮島学園北海道調理師専門学校
- 宮島学園北海道製菓専門学校
- 札幌医療リハビリ専門学校
- 大原簿記情報専門学校札幌校
- 大原医療福祉専門学校
- 大原法律公務員専門学校
- 北海道芸術デザイン専門学校
- 北海道医薬専門学校
- 専修学校代々木ゼミナール札幌校

#### 札幌市東区
- 吉田学園情報ビジネス専門学校
- 吉田学園動物看護専門学校
- 北海道スポーツ専門学校
- 専門学校北海道自動車整備大学校
- 札幌工科専門学校
- 勤医協札幌看護専門学校
- 三草会札幌看護専門学校

#### 札幌市白石区
- 札幌商工会議所付属専門学校
- 北海道情報専門学校

#### 札幌市豊平区
- 北海道農業専門学校
- 北海道文化服装専門学校
- 経専調理製菓専門学校
- 経専音楽放送芸術専門学校
- 北海道中央調理技術専門学校
- 池上学院グローバルアカデミー専門学校

#### 札幌市南区
- 経専北海道どうぶつ専門学校
- 経専北海道保育専門学校
- 経専医療事務薬業専門学校
- 経専北海道観光専門学校
- 中村記念病院附属看護学校

#### 札幌市西区
- 北海道鍼灸専門学校
- 明日佳幼児教育専門学校
- 北海道医療センター附属札幌看護学校
- 琴似看護専門学校

#### 札幌市厚別区
- 札幌看護医療専門学校

#### 北広島市
- 北海道歯科技術専門学校

#### 恵庭市
- 北海道エコ・動物自然専門学校
- 北海道ハイテクノロジー専門学校

#### 千歳市
- 日本航空大学校 北海道

#### 石狩郡
- 北海道医療大学歯学部附属歯科衛生士専門学校

### 渡島総合振興局

#### 函館市
- 函館看護専門学校
- 函館歯科衛生士専門学校
- 函館臨床福祉専門学校
- 大原公務員・医療事務・語学専門学校函館校
- 専修学校ロシア極東大函館校
- 函館理容美容専門学校
- 函館市医師会看護・リハビリテーション学院
- 函館厚生院看護専門学校

### 後志総合振興局

#### 小樽市
- 小樽歯科衛生士専門学校
- 小樽看護専門学校
- 専門学校国際インテリアアカデミー（休校中）

#### 余市郡
- 北海道航空専門学校（休校中）

### 空知総合振興局

#### 岩見沢市
- 岩見沢市医師会附属看護高等専修学校

#### 芦別市
- 専門学校北日本自動車大学校

### 上川総合振興局

#### 旭川市
- 旭川情報ビジネス専門学校
- 旭川調理師専門学校
- 旭川医療秘書専門学校
- 旭川理容美容専門学校
- 北都保健福祉専門学校
- 北海道医学技術専門学校
- 旭川歯科学院専門学校
- 旭川市医師会看護専門学校
- JA北海道厚生連旭川厚生看護専門学校

#### 上川郡
- 旭川福祉専門学校

### オホーツク総合振興局

#### 北見市
- 北見商科高等専修学校
- 北見情報ビジネス専門学校
- オホーツク社会福祉専門学校
- 北見美容専門学校
- 北見医師会看護専門学校

#### 網走市
- 網走文化専門学校

#### 紋別郡
- 遠軽服装専門学校

### 胆振総合振興局

#### 室蘭市
- 北斗文化学園インターナショナル調理技術専門学校
- 北海道福祉教育専門学校
- 日鋼記念看護学校

#### 登別市
- 日本工学院北海道専門学校

#### 苫小牧市
- 苫小牧高等商業学校
- 苫小牧看護専門学校
- 王子総合病院附属看護専門学校

#### 虻田郡
- 北海道シュタイナー学園いずみの高等専修学校

### 日高振興局

#### 沙流郡
- 専修学校CEA学園（休校中）

#### 浦河郡
- 浦河赤十字看護専門学校

### 十勝総合振興局

#### 帯広市
- 帯広文化専門学校（休校中）
- 帯広調理師専門学校
- 帯広コア専門学校
- 帯広テクニカ専門学校（休校中）
- 帯広市医師会看護専門学校
- 帯広看護専門学校

### 釧路総合振興局

#### 釧路市
- くしろせんもん学校
- 釧路理容美容専門学校
- 釧路労災看護専門学校
- 釧路服飾専門学校（休校中）
- 釧路経営経理専門学校（休校中）
- 釧路市医師会看護専門学校
- 釧路孝仁会看護専門学校

#### 白糠郡
- ジオパワー学園掘削技術專門学校

### 根室総合振興局

#### 標津郡
- 岩谷学園ひがし北海道IT専門学校